# العلاقات الجورجية الكوبية
العلاقات الجورجية الكوبية هي العلاقات الثنائية التي تجمع بين جورجيا وكوبا.

## مقارنة بين البلدين
هذه مقارنة عامة ومرجعية للدولتين:
| وجه المقارنة                                              | جورجيا                          | كوبا                              |
| --------------------------------------------------------- | ------------------------------- | --------------------------------- |
| المساحة (كم2)                                             | 69.70 ألف                       | 109.88 ألف                        |
| عدد السكان (نسمة)                                         | 3.72 مليون                      | 11.48 مليون                       |
| الكثافة السكانية (ن./كم²)                                 | 53.37                           | 104.48                            |
| العاصمة                                                   | تبليسي، كوتايسي                 | هافانا                            |
| اللغة الرسمية                                             | اللغة الجورجية، اللغة الأبخازية | اللغة الإسبانية                   |
| العملة                                                    | لاري جورجي                      | بيزو كوبي، بيزو كوبي قابل للتحويل |
| الناتج المحلي الإجمالي (بليون دولار)                      | 15.16 مليار                     | 87.13 مليار                       |
| الناتج المحلي الإجمالي (تعادل القوة الشرائية) بليون دولار | 35.68 مليار                     |                                   |
| الناتج المحلي الإجمالي الاسمي للفرد دولار أمريكي          | 3.79 ألف                        |                                   |
| الناتج المحلي الإجمالي للفرد دولار أمريكي                 |                                 |                                   |
| مؤشر التنمية البشرية                                      | 0.754                           | 0.769                             |
| رمز المكالمات الدولي                                      | +995                            | +53                               |
| رمز الإنترنت                                              | .ge، .გე ‏                       | .cu                               |
| المنطقة الزمنية                                           | ت ع م+04:00                     | 00                                |

## منظمات دولية مشتركة
يشترك البلدان في عضوية مجموعة من المنظمات الدولية، منها:
| علم المنظمة | اسم المنظمة                   | تاريخ انضمام جورجيا | تاريخ انضمام كوبا |
| ----------- | ----------------------------- | ------------------- | ----------------- |
|             | يونسكو                        | 7 أكتوبر 1992       | 29 أغسطس 1947     |
|             | الاتحاد البريدي العالمي       | ?                   | ?                 |
|             | الاتحاد الدولي للاتصالات      | 7 يناير 1993        | 16 يناير 1918     |
|             | الأمم المتحدة                 | 31 يوليو 1992       | 24 أكتوبر 1945    |
|             | المنظمة الهيدروغرافية الدولية | ?                   | ?                 |
|             | منظمة التجارة العالمية        | 14 يونيو 2000       | ?                 |

## وصلات خارجية
- موقع وزارة الخارجية الجورجية
- موقع وزارة الخارجية الكوبية